# 愚塘鱧
愚塘鱧（学名：Eleotris amblyopsis）为塘鳢科塘鳢属的一种鱼类。于1871年被首次提出，物种目录中没有列明任何亚种。